# ドクイトグモ
ドクイトグモ（学名：Loxosceles reclusa）は、クモ綱・クモ目・イトグモ科に分類されるクモの一種。

## 分布
北アメリカ南部に分布する。

## 特徴

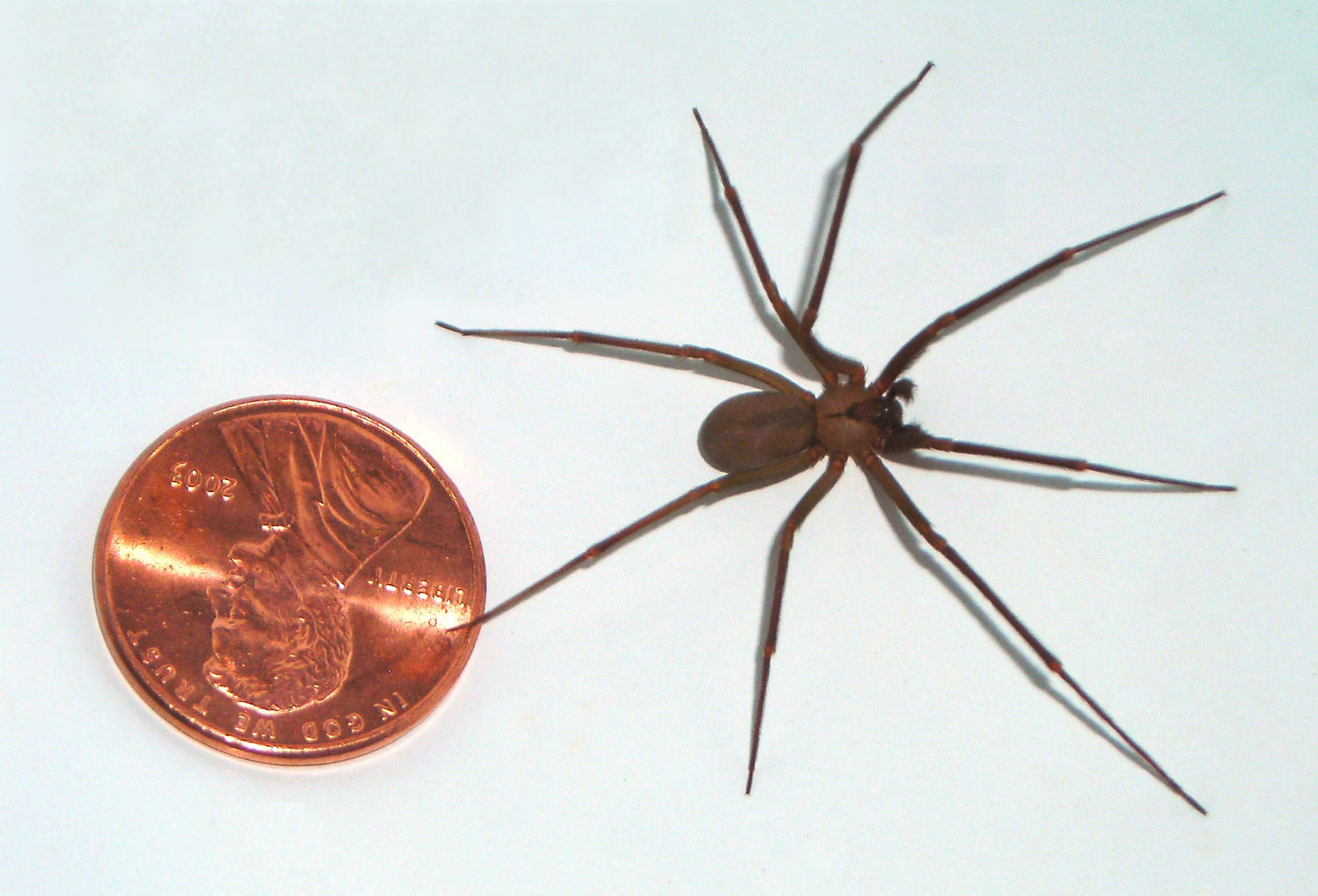

体長7-12mm。頭胸部背面にヴァイオリンによく似た形の褐色の斑紋をもつ。
石や枝の下、人家、納屋に生息する。夜行性で、壁に網をつくり、昆虫を捕食する。その名のとおり、とても強い毒をもっている。

## 人間との関わり

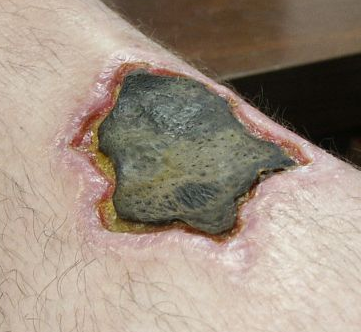
ドクイトグモに噛まれて壊死した脚の組織

毒グモである本種に咬まれる被害が原産地では多発している。咬まれると周辺の組織が壊死したり死亡例もある。
日本では、原産地からの物資に紛れ込んで侵入することが危惧されており、外来生物法にて特定外来生物に指定されている。